# René Castel
Pour les articles homonymes, voir Castel.
René Richard Louis Castel, né le 6 octobre 1758 à Vire et mort le 15 juin 1832 à Reims, est un poète et naturaliste français.

## Biographie
Fils d’un militaire, qui s’était distingué à la bataille de Fontenoy, Castel a été envoyé, l’âge de douze ans, au lycée Louis-le-Grand. Après de brillantes études, il a embrassé les opinions philosophiques en cours à la fin du XVIIIe siècle et, de mœurs simples, d’une humeur indépendante, d’une imagination riante et facile, il a très tôt été attiré vers la botanique ainsi que la poésie. À peine avait-il terminé ses études qu’il a composé un poème sur les Fleurs, dont il n’a rien conservé, préférant se consacrer à l’étude approfondie de Boileau, Racine, La Fontaine et surtout Virgile, maitres et modèles dont il avait fait une espèce de culte.
Peu après l’avènement de la Révolution, il a été élu procureur-syndic du district de Vire. Il fut, en outre, le premier maire de Vire, de février à juillet 1790. Dans cette période difficile, il a su, par sa fermeté, préserver sa ville de la famine qui éprouvait alors les autres contrées de la France. Plus d’une fois, pendant la durée de son administration, il est allé, le fusil sur l’épaule, suivi de quelques hommes dévoués, repousser, au milieu de la nuit, les attaques des malfaiteurs qui infestaient le pays.

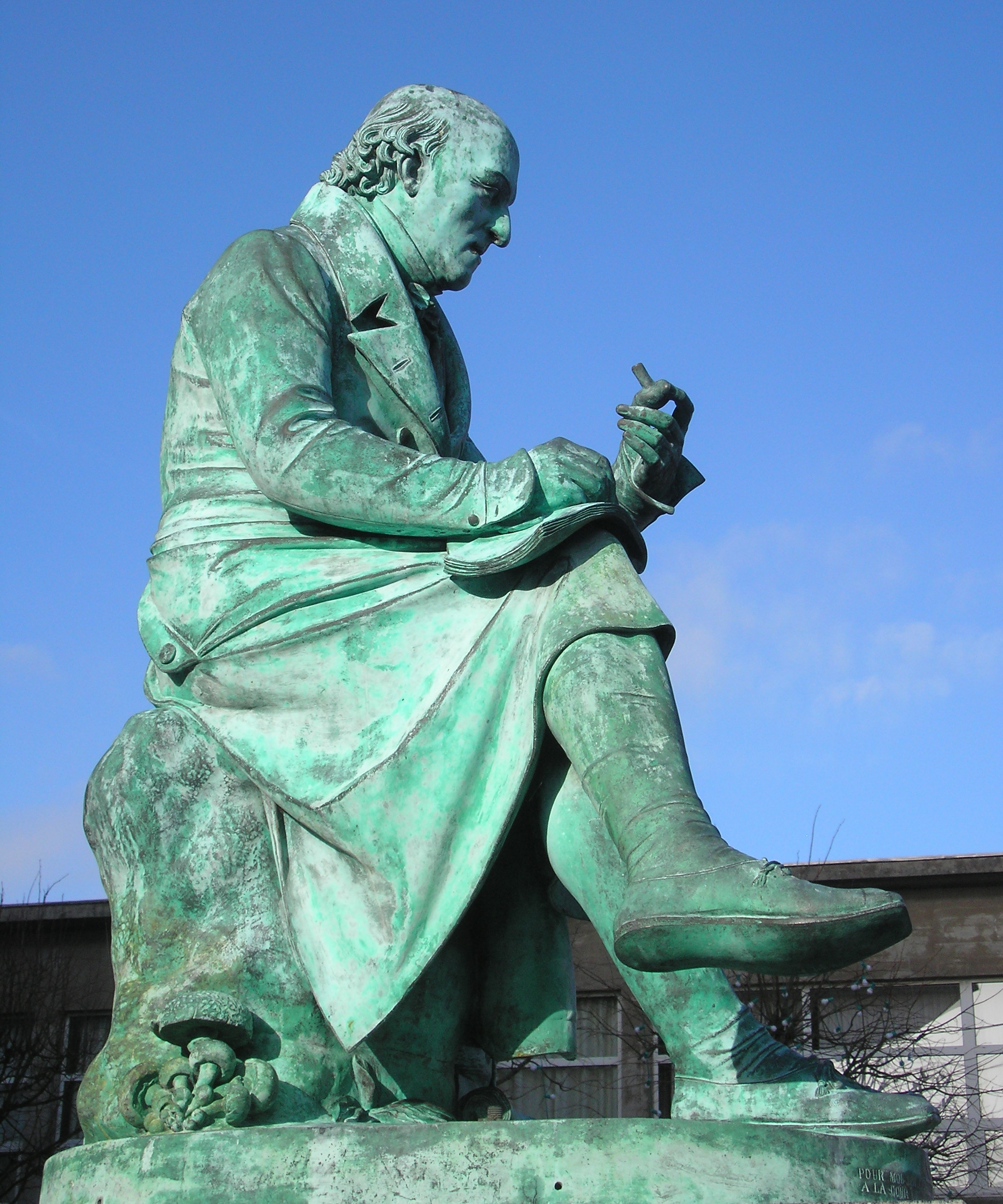
Monument du sculpteur Joseph de Bay en hommage à René-Richard Castel, 1835 (salon de 1836) ; statue offerte en 1868 à la ville de Vire.

Élu, le 10 septembre 1791, par 264 voix sur 413 votants, député du Calvados à l'Assemblée législative, il siégea parmi les constitutionnels modérés, défendant la monarchie et le roi. Après avoir applaudi aux réformes des commencements de la révolution, il en a désapprouvé les erreurs et les excès, faisant partie de ceux qui ont bravé la proscription pour ne pas se rendre complice des violences qui ont marqué les derniers moments de la Législative. Lorsque le bruit avait couru qu’on en voulait aux jours de Louis XVI, au moment où le roi devait jurer sur l’autel de la patrie fidélité à la Constitution au cours de la fête de la Fédération, 14 juillet 1790, il ne l’a pas perdu un instant de vue pendant toute la cérémonie, bien décidé à sacrifier sa vie pour sauver celle du roi.
Dans les temps les plus orageux de la Révolution, de 1792 à 1797, il s’est attaché à la composition du poème des Plantes, poème du genre descriptif. Accueilli, lors de sa parution, avec distinction, les Plantes a obtenu le prix décennal. Plus tard, en 1801, il en a composé un autre sur la Forêt de Fontainebleau, ouvrage de peu d’étendue. On a aussi de lui : un Voyage de Paris à Crévi en Chablais, et une Cantate sur Omphale, publiée d’abord sous un autre nom que le sien, et qu’il a avouée depuis. Il travaillait beaucoup ses vers, pensant, comme Boileau, que les vers ne sont jamais achevés.
Retiré, après la session, en Normandie, il n’est revenu à Paris que sous le gouvernement consulaire, où son amour pour la retraite et son penchant pour les lettres lui ont fait refuser un poste élevé dans l’ordre administratif. On lui a fait accepter avec peine une chaire de rhétorique au lycée où il avait fait ses études. Après avoir occupé cette chaire avec grande distinction pendant environ dix ans, il l’a quittée, non sans regret, pour remplir les fonctions d’inspecteur-général où l’ont élevé la faveur de Fontanes, alors grand-maitre de l’université. Comme professeur de rhétorique, il prononça, à la distribution des prix du concours général, un discours plein d’indépendance sur la gloire littéraire, d’autant plus remarqué que l’orateur parlait en présence d’un pouvoir ombrageux et qui ne souffrait guère d’autre gloire que la sienne.
Chargé, par la suite, de l’inspection supérieure des écoles militaires, il a conservé peu de temps cette place exercées gratuitement. Outre Les Plantes, paru en 1797, on lui doit le livret d’un opéra, le Prince de Catane (1813). Il est également l'éditeur scientifique des Suites à Buffon, publiées de 1799 à 1803 chez Deterville, en 80 volumes. Il a passé ses dernières années dans la solitude, au sein des lettres et de l’amitié. Il mourut en 1832, victime du choléra.

## Hommages
- Une statue de Castel réalisée par Jean Baptiste Joseph De Bay et fondue par Quesnel, inaugurée le 12 septembre 1869, est située sur la place à Vire[4],[5],[6]. Cette statue en bronze a été offerte à la ville de Vire par le comte Louis de Chevigné, en 1868.
- Une place à Vire porte son nom.
- Un EHPAD situé rue du Moulin à Valdallière porte son nom.